# カジノ・フォーリー
カジノ・フオーリー（カジノ・フォーリー、仏語由来Casino Folies、1929年7月10日 - 1933年3月）は、かつて存在した日本の軽演劇の劇団である。エノケンこと榎本健一が在籍し、常連客だった小説家の川端康成が小説のモデルにしたことで知られる。

## 略歴・概要

### 第1次
1929年7月 - 9月
1929年（昭和4年）7月10日、桜井源一郎が経営する東京・浅草の浅草公園水族館2階「余興場」を本拠地として創立された。
浅草公園六区の「浅草オペラ」時代（1917年 - 1923年）から6年の年月が経ち、1923年（大正12年）9月1日の関東大震災後、麻布十番の芝居小屋や、京都・太秦に移り、サイレント映画の端役として潜伏していた榎本健一が、東亜キネマ京都撮影所、前年の1928年（昭和3年）8月に解散した中根龍太郎喜劇プロダクションを経て浅草に帰還、石田守衛に誘われて創立した軽演劇の劇団である。徳永政太郎、桜井の親戚でフランス帰りの内海正性、俳優の中村是好らが旗揚げに参加した。
「カジノ・フォーリー」の命名は、フランス・パリ9区にある2つのミュージック・ホール、「カジノ・ド・パリ」（Casino de Paris）と、「フォリー・ベルジェール」（Folies Bergère）をもじったものである。フランス流の「レヴュー (演芸)」（Revue）形式の喜劇劇団である。
同年9月、わずか2か月で解散した（第1次解散）。

### 第2次
1929年10月 - 1933年3月
1929年（昭和4年）10月26日、「第1次カジノ・フォーリー」の解散の翌月、水族館に再度請われ、榎本健一を代表に、間野玉三郎、中村是好、堀井英一の4人で「第2次カジノ・フォーリー」が発足した。その後、梅園龍子、のちに榎本の妻となる花島喜世子、吉住芳子、山原邦子、山路照子、三條綾子、望月美恵子らが出演した。当時は川端康成や武田麟太郎、堀辰雄などが常連客であった。また、川端はこのころの経験をもとに書いた小説『浅草紅団』（1929年 - 1930年）を東京朝日新聞に連載した。同年、武智豊子が参加している。小説家の堀辰雄は当時、春野芳子という踊り子と交際し、小説『聖家族』の中の登場人物として描いている。
1930年（昭和5年）、二村定一、18歳の竹久千恵子が参加した。同年8月、代表の榎本が二村、武智とともに脱退、「新カジノ・フォーリー」を発足、分派活動を行った（#分派・新カジノ）。同年、川端の新聞連載小説『浅草紅団』を先進社が書籍化した。
1931年（昭和6年）6月1日、カジノ・フォーリー文芸部は文芸部長の島村龍三を編集・発行人に『カジノ・フオーリー・パンフレツト Casino』第1号を発行する。同号では、武田麟太郎、仲澤清太郎、山田壽夫、島村龍三が座談会に参加し、川端康成、青野季吉、佐伯孝夫、林芙美子、中山善三郎、北村秀雄ら文人ら、石田守衛、小村元子、梅園龍子、最上千枝子、山路照子、望月美恵子、吉住芳子、初音光子ら俳優・歌手らが小文を寄せた。同年8月1日発行の同パンフレットの第2号では、座談会に、花井淳子、山路照子、小村元子、三條綾子、望月美恵子らと仲澤清太郎が座談会に参加し、前号のほかに楢崎勤、北林透馬、永見徳太郎、佐藤久雄、竹久千恵子、吉江淑子、堀井英一、小谷絹子らが小文を寄稿した。同年末、文芸部長の島村は、角筈（現在の新宿区新宿3丁目）にオープンするムーランルージュ新宿座に引き抜かれた。
1932年（昭和7年）11月、山茶花究が同劇団で歌手としてデビューした。
昭和初年の「エロ・グロ・ナンセンス」の時代にあって、歌と踊り、風刺ギャグをまじえた喜劇が人気を呼んだ。
1933年（昭和8年）3月、カジノ・フォーリー解散（第2次解散）。

### 分派・新カジノ
1930年8月 - 10月
1930年（昭和5年）8月、自らが座長であった榎本が二村定一、武智豊子とともに「第2次カジノ・フォーリー」を脱退、浅草観音劇場に旗揚げしたのが「新カジノ・フォーリー」であった。サトウハチローを文芸部長に招き、翌月の同年9月には、菊田一夫が新カジノ入りしたが、さらに翌月、旗揚げからわずか2か月後の同年10月に解散した。
同年11月、「玉木座」がオープン、同劇場に軽演劇の劇団「プペ・ダンサント」が結成され、榎本はこれに参加した。榎本はその後、翌1931年（昭和6年）11月に「プペ・ダンサント」を脱退、翌月の同年12月、「浅草オペラ館」に二村定一と2人座長の新しい劇団「ピエル・ブリヤント」を結成した。武智豊子参加。

## 注記
1. ↑  正式表記。
2. 1 2 3 4  コトバンクサイト内の記事「カジノ・フォーリー」、「カジノフォリー」の両記述を参照。
3. 1 2 3 4 5  国立音楽大学音楽学部音楽学学科作成の資料「エノケンさんに 会いにゆこう!」（2004年11月）の記述を参照。
4. ↑  『日本映画俳優全集・男優編』（キネマ旬報社、1979年）の「有馬是馬」の項（p.30）を参照。同項執筆は奥田久司。
5. ↑  小川和佑『堀辰雄 その愛と死』（旺文社、1984年）
6. ↑  川村湊『物語の娘―宗瑛を探して』（講談社、2005年）
7. 1 2  「高橋新太郎文庫」公式サイト内の記事「カジノ・フォーリー・パンフレット」の記述を参照。
8. ↑  新宿大通商店街振興組合公式サイト内のコラム「ムーラン・ルージュ新宿座」の記述を参照。
9. ↑  日立システムアンドサービスの「ネットで百科」の「カジノ・フォーリー」の項の記述を参照。

## 関連書籍
- 川端康成『浅草紅団』新潮文庫、中公文庫
- 『浅草紅団・浅草祭』講談社文芸文庫、1996年12月

## 関連事項
- プペ・ダンサント
- ピエル・ブリヤント
- 笑の王国
- ムーランルージュ新宿座